# OTs-38 Stechkin
O OTs-38 Stechkin é um revólver de ação dupla e cinco tiros, em produção e serviço desde 2002, com câmara no cartucho silencioso 7,62×41mm SP-4.

## Projeto
O alcance efetivo do tiro do OTs-38 Stechkin é de 50 m. Os estojos disparados são mantidos no tambor, garantindo assim a ausência de som dos estojos ejetados. O cartucho emprega um pistão cativo, criando uma vedação de gás, de modo que não há clarão ou ruído alto na descarga.
Como o cartucho não tem aro, o tambor é alimentado por moon clips cheios. Os cartuchos SP-4 não emitem ruído ou chama porque os gases propulsores são retidos no estojo. O revólver OTs-38 é considerado efetivamente silencioso, pois o nível de som do disparo real e seco é praticamente idêntico.

### S&W QSPR
Este sistema é virtualmente idêntico ao empregado pelo Quiet Special Purpose Revolver (QSPR), uma variante dos revólveres Smith & Wesson Model 29 .44 Magnum disponíveis comercialmente, reconstruídos para disparar munição integralmente silenciada dedicada e especialmente fabricada:
Os primeiros protótipos tinham canos muito curtos de alma lisa com alma de 10 mm e câmaras correspondentes, mas versões posteriores têm canos mais longos de até 100 mm. A munição QSPR (que foi pioneira no sistema de contenção de gás propulsor de pistão cativo) ejetava quinze munições de tungstênio dos cartuchos especiais, pesando 0,5 gramas cada, saindo a uma velocidade de saída de cerca de 222 ms) para uma energia de saída de aproximadamente 185 J.
Esta carga foi adaptada para ser ferida a até 30 m e ter um efeito prático e potencialmente fatal em alcances abaixo de 10 m, considerado suficiente para a aplicação pretendida e estreita do QSPR: limpar os túneis confinados e mal iluminados até a escuridão total encontrados por "tunnel rats" durante a Guerra do Vietnã. Nenhuma mira foi instalada.
A assinatura acústica dos cartuchos QSPR era de cerca de 110 dB (semelhante a uma pistola .22 LR tradicionalmente silenciada), o pistão cativo eliminava totalmente o clarão do cano (vital quando a maioria dos combates ocorria em escuridão quase total). Embora eficaz, apenas 250 QSPRs foram fabricados; a produção foi descontinuada após a retirada dos EUA do Vietnã.

### OTs-38
Em contraste com seu antecessor praticamente original, o OTs-38 posterior é inovador a um grau incomum até mesmo em armas de propósito especial:
- O tambor gira para o lado direito.
- Uma trava de segurança manual que permite que o cão pré-armado seja ajustado na segurança manual, possibilitando que o revólver seja transportado engatilhado. (O mecanismo também previne descarga acidental com o tambor aberto ou não totalmente fechado, com o revólver caído ou atingido.)
- O cano é montado abaixo do pino do eixo (a arma dispara da câmara mais baixa do tambor), então o recuo é direcionado diretamente para a mão do atirador, em vez de exercer um torque que levanta o cano. Isso melhora tanto a precisão quanto a cadência máxima de tiro.

O OTs-38 é equipado com uma mira laser integral localizada acima do eixo do tambor (onde um revólver convencional tem seu cano) alimentada por três baterias D-0,03D.

## Operadores
- Rússia
- Síria - Unidades especiais e polícia sírias